# جون سكوت (لاعب كرة قاعدة)
جون سكوت (بالإنجليزية: John Scott)‏ هو لاعب كرة قاعدة أمريكي، ولد في 24 يناير 1952 في جاكسون في الولايات المتحدة.

## وصلات خارجية
- جون سكوت على موقع الدوري الياباني لكرة القاعدة (الإنجليزية)
- جون سكوت على موقعبيزبول رفرنس.كوم (الدوري الرئيسي) (الإنجليزية)
- جون سكوت على موقعبيزبول رفرنس.كوم (الدوري الثانوي) (الإنجليزية)
- جون سكوت على موقع إي إس بي إن.كوم (أم.أل.بي) (الإنجليزية)
- جون سكوت على موقع مشجعي الرسوم البيانية (الإنجليزية)